# Краш (Техас)
Краш (англ. Crush) — городок в штате Техас (США), временно созданный для шоу, связанного с крушением двух поездов.

## История

Джордж Уильям Краш

В 1896 году у агента пассажирской железнодорожной компании Missouri-Kansas-Texas Railroad, известной в народе как Katy, Джорджа Уильяма Краша родилась идея сделать представление, показав встречное столкновение двух поездов. Для этого в Техасе был построен временный городок, проезд в который из любого места штата стоил два доллара. На это зрелище, состоявшееся 15 сентября 1896 года, съехалось порядка 40000 человек, и городок Краш стал вторым по числу «населения» в штате Техас.
Место для временного размещения зрителей было выбрано в 3 милях (4,8 км) к югу от города Уэст округа Мак-Леннан. Были построены трибуны, и даже развернул свою работу цирк братьев Ринглинг (англ. Ringling Brothers Circus).
Два списанных паровоза типа 2-2-0 «Американец», были окрашены в ярко-зеленый и ярко-красный цвета (с номерами 999 и 1001 соответственно). Была проведена мощная рекламная кампания, за несколько месяцев до шоу на одном из этих паровозов объехали весь северный Техас и в каждом городке устраивая рекламные акции. Для выступления были построены специальные железнодорожные пути на которых должно было пройти столкновение, они проходили рядом с треком компании Katy и не мешали основным железным дорогам. Когда шоу началось его пришлось отложить на час, потому что толпа сопротивлялась полиции, которая отводила её на безопасное расстояние. Экипажи паровозов разогнали поезда до 45 миль в час (72 км/ч), заблаговременно выпрыгнув из них; локомотивы столкнулись в необходимом месте а их паровые котлы при столкновении одновременно взорвались. Но инженеры не совсем точно рассчитали силу взрыва локомотивов, и толпа людей, несмотря на действия полиции, находилась слишком близко к месту событий, обломки от локомотивов разлетелись на сотни футов, некоторые из них попали в зрителей, в результате два или три человека погибли, а многие получили ранения. Фотограф Джарвис Дин (англ. Jarvis Deane) потерял один глаз от поразившего его болта. За несколько часов большие обломки были собраны кранами, а искатели сувениров собрали мелкие остатки. Несмотря на трагичность случившегося, толпа зрителей все равно осталась в восторге от представления. В полночь этого же дня временно созданный город был расселён. Железнодорожная компания выплатила компенсации пострадавшим а фотографу Дину разрешила пожизненно бесплатно ездить на поездах. Джордж Краш был уволен из компании, но из-за известности нашёл новую работу на следующий день. Популярность компании Katy резко возросла, статьи о катастрофе были во многих газетах мира, много народу отправилось посмотреть на место аварии а прибыли заметно превзошли расходы. 
Традиция шоу столкновения локомотивов на этом, не прервалась, и продолжалась в разных штатах еще долгие годы. На месте вышеописанного события сейчас установлена памятная доска. С тех пор в американском диалекте закрепилось слово «Краш-тест» (crash-test) что означает проверку предела прочности путем мощного столкновения с объектом испытания. 

Документальные кадры
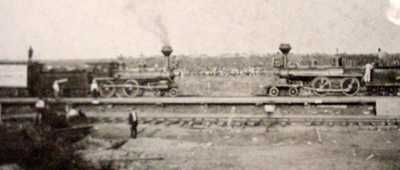
До столкновения
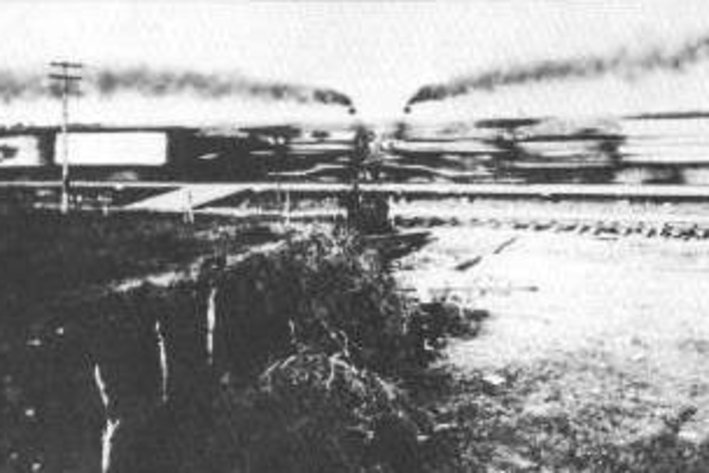
Во время столкновения
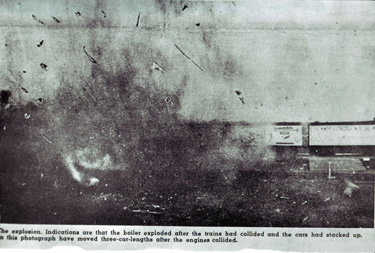
После столкновения

## В искусстве
- Американский композитор Скотт Джоплин, который выступал в то время в штате Техас и, возможно, был свидетелем тех событий, написал в память о крушении марш Great Crush Collision March, посвящённый компании Missouri-Kansas-Texas Railroad, в котором музыкальными приёмами передал звуки разбивающихся локомотивов.[3]
- Это крушение было показано на ТВ-канале History Channel в программе Wild West Tech.
- В 2014 году в журнале Cowboys & Indians была напечатана 5-страничная статья с крупными фотографиями крушения.